# Angle Mountain (Wyoming)
Der Angle Mountain (3237 m) ist ein Berg in der südlichen Absaroka Range in den Rocky Mountains. Er befindet sich im Teton County im Bundesstaat Wyoming nordwestlich des Togwotee Passes und liegt am südlichen Rand der Teton Wilderness, die Teil des Bridger-Teton National Forest ist. Auf der USGS-Karte ist fälschlicherweise ein Geländepunkt östlich des Gipfels mit einer Höhe von 3197 m als Gipfel ausgewiesen.

## Lage und Umgebung
Der Angle Mountain befindet sich etwa 7 Kilometer östlich des Togwotee Overlooks, einem Aussichtspunkt am Highway 26/287 nordwestlich des Togwotee Passes. Nördlich des Berges liegt das Tal des South Buffalo Fork, südlich das des Blackrock Creeks, in dem der Highway verläuft. Westlich des Berges gibt es bis zur etwa 50 Kilometer entfernten Teton Range keine höheren Berge mehr. Östlich sind vom Gipfel die Breccia Cliffs zu sehen, die steilen, westlichen Flanken des Buffalo Fork Peaks (3447 m)  und des Breccia Peaks  (3356 m).

## Geologie
Im Bereich des Berges findet sich Gestein von der Phosphoria Formation bis zur Flathead Sandstone genannten stratigraphen Einheit, zudem Gneise aus dem späten Archaikum.
Im Sattel zwischen dem Angle Mountain und dem südöstlich liegenden Breccia Peak  befindet sich ein langer, unregelmäßiger, intrusiver Gesteinskörper aus glasigem fließ-gebändertem rhyodazitischen Porphyr, der nur geringe hydrothermale Alteration zeigt.

## Alpinismus
Vom südlich des Berges verlaufenden Highway 26/287 kann der Berg sowohl von Westen als auch von Osten erreicht werden.